# Kofi Asante Ofori-Atta
Aaron Eugene Kofi Asante Ofori-Atta (* 5. Dezember 1912 in Kibi, Ghana; † vor 1988) war einer der bekanntesten Politiker im westafrikanischen Staat Ghana.

## Karriere
Kofi Asante Ofori-Atta war im ersten Kabinett Ghanas unter dem damaligen Premierminister und späteren Präsidenten Kkrumah Minister für regionale Verwaltung (Minister for Local Government) für die Convention People’s Party (CPP). Später war er Justizminister ebenfalls unter Nkrumah.
Ofori-Atta war der vierte Sprecher des Parlaments im unabhängigen Ghana während der Präsidentschaft von Kwame Nkrumah. Dieses Amt hatte er zwischen 10. Juni 1965 und dem 22. Februar 1966 inne. Nach dem Militärputsch des National Liberation Council verlor Ofori-Atta seinen Posten als Sprecher des Parlaments.

## Familie
Ofori-Atta stammt aus der königlichen Familie der Okyenhene von Akyem Abuakwa und ist der Bruder von William Ofori-Atta, Onkel von Nana Addo Dankwa Akufo-Addo, Schwager von Edward Akufo-Addo und Vater vom Musiker Nana Boakye Ofori Atta, Künstlername Pozo Hayes.